# Christer Bonde (1655–1712)
Christer Bonde, född 15 november 1655 i Husby-Rekarne församling, Södermanlands län, död 2 oktober 1712 i Kärrbo församling, var en svensk friherre och lagman. 

## Biografi
Christer Bonde föddes 1655 på Lundby i Husby-Rekarne socken. Han var son till landshövdingen Christer Bonde och Elsa Cruus af Edeby. Bonde blev 28 september 1664 student vid Uppsala universitet och blev 23 augusti 1697 assessor vid Svea hovrätt. Han blev 18 oktober 1699 lagman i Värmlands lagsaga. Bonde avled 1712 på Springsta i Kärrbo socken och begravdes bredvid sin hustru i Aspö kyrka, där hans vapen med påskrift sattes upp.

### Egendom
Bonde ägde Bordsjö i Askeryds socken, Bjärka-Säby slott i Vists socken, Marby gård i Bond-Arnö socken, Katrineholms slott i Marbäcks socken, Hästeryd i Frinnaryds socken och Aneby i Bredestads socken.
Han och hans fru gjorde 26 september 1712 Bordsjö, Katrineholm och Hästeryd samt Kunhult i Askeryds socken till fideikommiss för hans kusins son, riksrådet greve Gustaf Bonde af Björnö. Genom byten har sedermera Hästeryd frångått fideikommisset och Herrestad och Askeryd tillkommit.

### Familj
Bonde gifte sig 4 november 1689 i Stockholm med friherrinnan Anna Catharina Wrangel af Lindeberg (1656–1724), dotter av översten Adolf Herman Wrangel af Lindeberg och Elisabet von Rosen.